# 旧岡崎家能舞台

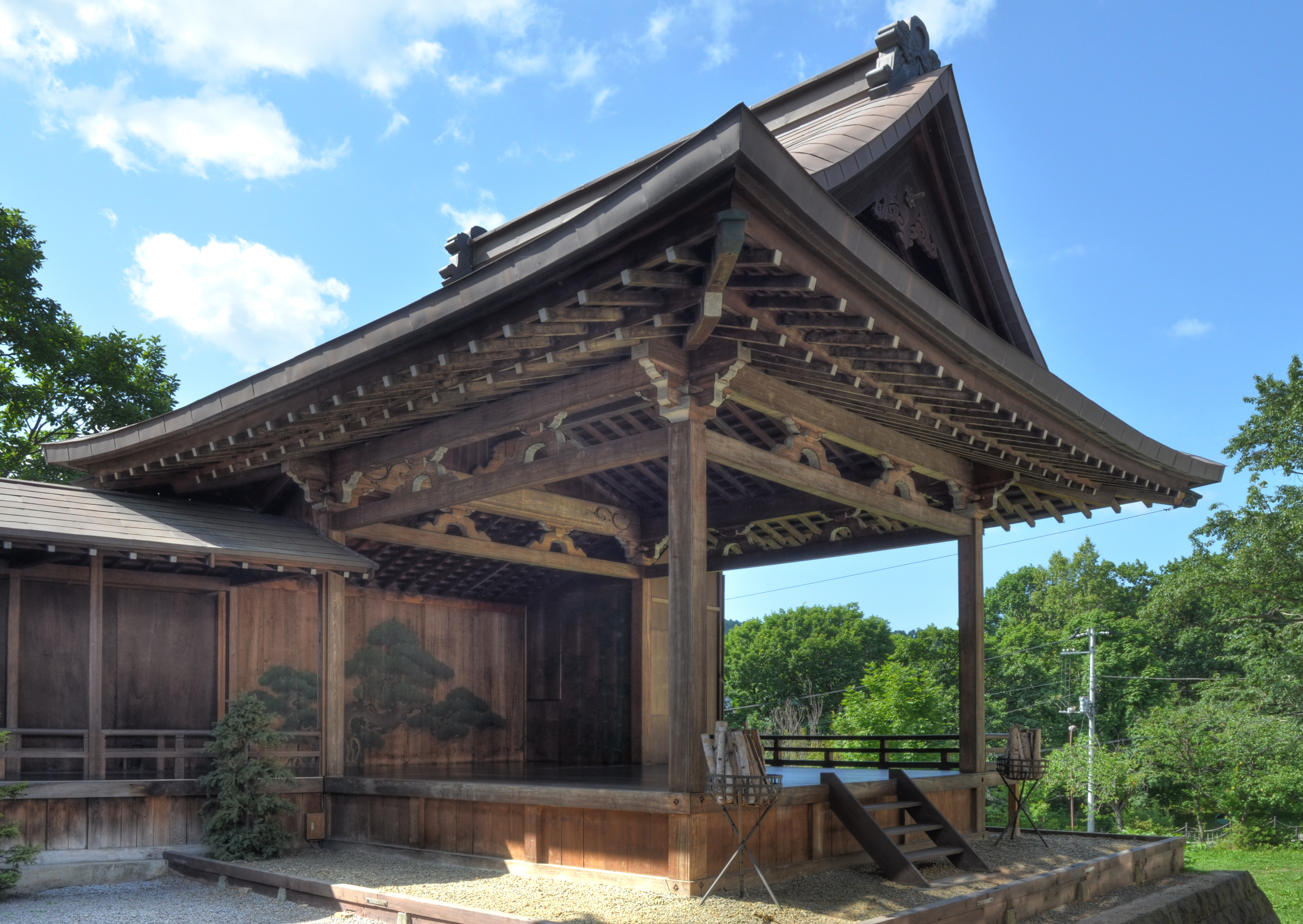
小樽市能楽堂

小樽市能楽堂（旧岡崎家能舞台）は、1926年に北海道小樽市に創建された能楽用の劇場である。江戸時代に定められた能舞台の最高基準の格調を備える点では国立能楽堂をも凌ぎ、歴史的・文化的価値の高い建造物である。
小樽の豪商岡崎謙により自邸敷地内に創建され、多くの賓客（高松宮妃、貴族院議長徳川家達）や宗家、野口兼資らを迎え催事が行われたが、氏の没後、遺志により小樽市に寄贈され、市の歴史的建造物に指定、現在では同家現当主から寄贈された大量の能装束等の一部とともに一般公開されている。

## 特色
元禄時代、江戸幕府は能舞台の格式として下表などを定めているが、旧岡崎家能舞台はこの上級群の様式（入母屋造・二軒（ふたのき）・松は根際を描かず）を踏襲しており、国立能楽堂（切妻・一軒・松の根際が床面）よりも高い格式を備える。
| 対象                                                                   | ふさわしい仕様 |
| ---------------------------------------------------------------------- | --- |
| 将軍家・親藩・50万石以上の大名・両本能寺・一世一代の勧進能・社寺一般等 | 入母屋（いりもや）造り、二軒（ふたのき）、柱頭は三斗（みつと）、水引貫の蟇股（かえるまた）は各2個で合計8個。 鏡板の松の絵は狩野家の筆にて、同家伝来の粉本の構図により、松の構図は床面の2尺6寸4分下にある地面から生え出た幹が床面から現れたように描くこと |
| 稽古用・臨時用                                                         | 切妻造り、一軒（ひとのき）、柱頭は大斗（だいと）、蟇股（かえるまた）は各1個の合計4個 |

また、もともとは私邸宅の敷地内に立地し、居宅部分は正面左手の北西側に、能舞台・見所（けんしょ）・楽屋が右手の南東側に配置され、丘の頂上という立地を生かして海も遠望できた等の点は全国的にも稀な例とされる。

## 歴史

### 創建
小樽市能楽堂（旧岡崎家能舞台）は1926年（大正15年）、佐渡出身の小樽の実業家で、東京英和学校（現・青山学院大学）および東京高等商学校（現・一橋大学）に学び、宝生流の波吉門下にて能をたしなんだ元小樽市議会議長・岡崎謙が、小樽市の私邸敷地内に広さ64㎡（橋掛り含む）、建設費16,873円43銭（現在の約1億7千万円）をかけて創建したものである。
岡崎は1924年（大正13年）に能舞台の建設を思い立つと、東京の現靖国神社能舞台（旧芝能楽堂）に調査に出向き、棟梁たちにもこれを見学させた。同年に佐渡産の直径2.4mの神代杉・九州産の檜・道産の松などの特選材を選定。神代杉の運搬には船1隻を借り切り、木挽きも佐渡から呼び寄せた。1925年（大正14年）7月には建築工事に着手、1926年（大正15年）1月26日に舞台開きを迎え、1927年（昭和2年）11月には狩野派第17代の狩野秉信（かのうもちのぶ）が延べ2か月滞在して描いた鏡板の絵が完成した。

### 岡崎謙存命時の催事
1926年の舞台開き以来、創建者岡崎謙は自邸内の能舞台に下記の年表に示すような多くの賓客（高松宮妃、貴族院議長徳川家達）や宗家、幽玄能の野口兼資（芸術院会員）らを迎え、多数の重要な催事を催した。

### 岡崎謙没後の経緯
1954年、創建者岡崎謙が没すると、岡崎家能舞台は同氏の遺志により同年、同家の邸内にあるままにて小樽市に寄贈され、翌1955年には宝文会・弘生会共催にて、宝生英雄（当時宝生流若宗家、後の十八世宗家）、宝生弥一（1981年重要無形文化財（人間国宝認定）を招いて岡崎謙氏追善演能大会が開催された。
1961年、小樽市公会堂の移築に伴って、岡崎邸敷地内にあった能楽堂の能舞台部分（見所・楽屋以外）が現在の場所に移築された。
1985年、旧岡崎家能舞台は小樽市の歴史的建造物に指定されたが、一般の目に触れることなく年月が流れた。
1993年に一般公開が開始され、2006年には同家現当主から同家で所有してきた611点の能装束等も小樽市に寄付された。同家では長年、能楽団体への装束・能面等の貸し出しを行ってきていたが、現在では夏期にこれらを合わせて一般客が見学できるほか、市民団体有志によりその歴史的価値を共有すべく各種催しも開催されている。

### 年表
- 1926年（大正15年）1月26日 - 舞台開き 能＝翁、高砂/囃子/仕舞/素謡＝賀茂、八島、箙

- 1926年（大正15年）6月26日 - 十勝岳大惨事義捐能会 田村、桜川、船弁慶

- 1926年（大正15年）7月18日 - 金子禎吉還暦能 養老、鉢木、杜若、小鍛冶

- 1926年（大正15年）7月30日 - 舞台落成祝賀囃子大会/東都能楽界の家元および大家来樽（高安鬼三、金春林太郎、北村一郎、一増又六郎、樫本為義、波吉速、松村隆司、波吉外次）

- 1927年（昭和2年）11月12日 - 鏡板松竹揮毫記念能 高砂、七騎落、紅葉狩

- 1927年（昭和2年）11月13日 - 波吉先生退道記念能 八島、鉢木、黒塚

- 1928年（昭和3年）8月6日 - 高松宮喜久子娘御成能 松虫-調(高木敏郎）謡（波吉外次）仕舞＝八島（波吉外次）、小鍛冶および高砂（岡崎謙）

- 1931年（昭和6年）7月18日 - 宝文会大会 能＝草紙洗、禅師曽我/囃子/仕舞/素謡

- 1931年（昭和6年）7月27日 - 貴族院議長徳川家達公来訪素謡会

- 1932年（昭和7年）6月19日 - 漣会第百回紀念能 竹生島、巴、大江山

- 1932年（昭和7年）9月23日 - 水災義捐能 胡蝶、黒塚

- 1932年（昭和7年）10月9日 - 水災義捐能 夜討曽我、花筐、船弁慶

- 1934年（昭和9年）7月28日 - 宝生宗家来道紀念能 橋弁慶（波吉）、望月（宝生重英・十七世宗家）

- 1937年（昭和12年）7月24日 - 観世能会　忠度、葵上、小鍛冶

- 1938年（昭和13年）6月4日 - 小樽・札幌青陽会聯合囃子会

- 1948年（昭和23年）8月7日 - 太鼓金春流20代宗家金春惣右衛門追善能 羽衣(宝生重英・十七世宗家）笛（藤田大五郎）小鼓（幸悟郎）大鼓（川崎九淵）太鼓（金春惣一）

- 1949年（昭和24年）6月26日 - 野口兼資先生来道紀念能 松風（兼資）、百万（大坪十喜雄）、天鼓（大坪十喜雄）

- 1950年（昭和25年）8月6日 - 小樽康謡会別会

- 1951年（昭和26年）8月2日 - 野口兼資師芸術院会員就任祝賀能

- 1954年（昭和29年）7月30日 - 岡崎謙の死去（昭和29年3月7日）に伴い、遺志に従って小樽市へ寄贈される（岡崎邸私有地内にて）

- 1955年（昭和30年）8月16日 - 岡崎謙氏追善演能大会（宝文会・弘生会共催）宝生英雄(宝生流若宗家）、宝生弥一（重要無形文化財保持者（人間国宝））。

- 1961年（昭和36年）9月25日 - 岡崎邸敷地内から現在の位置に移築される（見所、楽屋は岡崎邸内に残留、のちに取り壊し）

- 1985年（昭和60年） - 小樽市の指定歴史的建造物に指定

- 1993年（平成5年） - 一般公開開始

- 2006年（平成18年）5月 - 岡崎家現当主より所蔵の能装束など611品が小樽市に寄贈される（唐織、厚板、狩衣、法被、側次、長絹、水衣、直垂等上着類55着、縫箔などの着付類21着、袴10着、その他、扇子類97本、謡曲本等356冊あまり）[3]

## 創建者略歴
岡崎家能舞台の創建者、岡崎謙は7歳で佐渡より小樽へ渡り、東京英和学校（現・青山学院大学）および東京高等商学校（現・一橋大学）に学び、宝生流の波吉門下にて能をたしなむ。荒物雑貨商・倉庫業にて成功した父を継ぎ、小樽市議会議員・小樽市議会議長を歴任したほか、困窮学生の育英資金援助等を通じて小樽市の文化的発展にも寄与した。